# الفأر (مسلسل)
الفأر (بالكورية: 마우스) هو مسلسل تلفزيوني كوري جنوبي من بطولة لي سيونغ جي، ولي هي جون، وبارك جو هيون، وكيونغ سو جين، عرض على قناة تي في إن في 3 مارس 2021. كل يوم أربعاء وخميس.

## القصة
قصة مشوقة ستتمحور حول السؤال الرئيسي، «ماذا لو تمكنا من فرز السيكوباتيين مسبقًا؟» تدور أحداث الدراما حول جونج با روم، شرطي شجاع تتغير حياته حين يواجه قاتلاً متسلسلاً معتل نفسياً، هذا يقوده وشريكه جو مو تشي للكشف عن الحقيقة وراء التصرفات النفسية المعتلة وهذا يدفع للتساؤل عن إمكانية الكشف عن الاعتلال النفسي لدى الأجنة بالأرحام عبر الفحوص وإن وُجد أنه مريض نفسي، هل سيكون من الحكمة إنجابه؟

## طاقم التمثيل
الأدوار الرئيسية:
- لي سيونغ جي في دور جيونغ با ريوم، ضابط شرطة تغيرت حياته بعد مواجهة قاتل مضطرب نفسياً.[6]
- لي هي جوون في دور جو مو تشي، المحقق الذي لا يهتم بالقواعد ومستعد للجوء إلى أي طريقة للقبض على المجرمين.[3]
- بارك جو هيون في دور أوه بونغ دي، طالبة صعبة المنال في الثانوية تعيش مع جدتها وخبيرة في فنون الدفاع عن النفس.[7]
- كيونغ سو جين في دور تشوي هونغ جو، مديرة إنتاج موهوبة تعرف باسم «شيرلوك هونغ جو»[8]

## المشاهدات
| الموسم | الموسم | رقم الحلقة | رقم الحلقة | رقم الحلقة | رقم الحلقة | رقم الحلقة | رقم الحلقة | رقم الحلقة | رقم الحلقة | رقم الحلقة | رقم الحلقة | رقم الحلقة | رقم الحلقة | رقم الحلقة | رقم الحلقة | رقم الحلقة | رقم الحلقة | رقم الحلقة | رقم الحلقة | رقم الحلقة | رقم الحلقة | المتوسط |
| الموسم | الموسم | 1          | 2          | 3          | 4          | 5          | 6          | 7          | 8          | 9          | 10         | 11         | 12         | 13         | 14         | 15         | 16         | 17         | 18         | 19         | 20         | المتوسط |
| ------ | ------ | ---------- | ---------- | ---------- | ---------- | ---------- | ---------- | ---------- | ---------- | ---------- | ---------- | ---------- | ---------- | ---------- | ---------- | ---------- | ---------- | ---------- | ---------- | ---------- | ---------- | ------- |
|        | 1      | 1.115      | 1.047      | 1.452      | 1.530      | 1.483      | 1.596      | 1.476      | 1.637      | 1.362      | 1.385      | 1.376      | 1.207      | 1.314      | 1.170      | 1.152      | 1.227      | 1.349      | 1.328      | 1.400      | 1.519      | 1.356   |

مسلسل الماوس قد حقق أعلى نسبة مشاهدة بين جميع درامات تي في إن ليومي «الأربعاء والخميس» التي بثت خلال العامين الماضيين.
| رقم     | تاريخ البث    | تقييمات (نيلسن كوريا) | تقييمات (نيلسن كوريا) |
| رقم     | تاريخ البث    | على الصعيد الوطني     | سيول                  |
| ------- | ------------- | --------------------- | --------------------- |
| 1       | 3 مارس 2021   | 4.948٪ (الأول)        | 5.370٪ (الأول)        |
| 2       | 4 مارس 2021   | 4.044٪ (الثاني)       | 4.886٪ (الثاني)       |
| 3       | 10 مارس 2021  | 5.985٪ (الأول)        | 6.461٪ (الأول)        |
| 4       | 11 مارس 2021  | 6.202٪ (الأول)        | 7.160٪ (الأول)        |
| 5       | 17 مارس 2021  | 5.796٪ (الأول)        | 6.929٪ (الأول)        |
| 6       | 18 مارس 2021  | 6.672٪ (الأول)        | 7.530٪ (الأول)        |
| 7       | 24 مارس 2021  | 5.502٪ (الثاني)       | 6.324٪ (الثاني)       |
| 8       | 25 مارس 2021  | 6.414٪ (الأول)        | 7.362٪ (الأول)        |
| 9       | 31 مارس 2021  | 5.563٪ (الثاني)       | 5.908٪ (الثاني)       |
| 10      | 1 أبريل 2021  | 5.604٪ (الأول)        | 6.233٪ (الأول)        |
| 11      | 8 أبريل 2021  | 5.394٪ (الأول)        | 5.673٪ (الثاني)       |
| 12      | 14 أبريل 2021 | 5.163٪ (الأول)        | 5.871٪ (الأول)        |
| 13      | 15 أبريل 2021 | 5.374٪ (الأول)        | 5.725٪ (الأول)        |
| 14      | 21 أبريل 2021 | 4.964٪ (الأول)        | 5.528٪ (الأول)        |
| 15      | 22 أبريل 2021 | 4.901٪ (الثاني)       | 5.040٪ (الثاني)       |
| 16      | 5 أبريل 2021  | 5.003٪ (الثاني)       | 5.617٪ (الثاني)       |
| 17      | 6 أبريل 2021  | 5.392٪ (الثاني)       | 6.036٪ (الثاني)       |
| 18      | 12 مايو 2021  | 5.479٪ (الأول)        | 5.933٪ (الأول)        |
| 19      | 13 مايو 2021  | 5.603٪ (الأول)        | 6.060٪ (الأول)        |
| 20      | 19 مايو 2021  | 6.246٪ (الأول)        | 6.902٪ (الأول         |
| المتوسط | المتوسط       | 5.512%                | 6.127%                |

## الجوائز والترشيحات
| قائمة الجوائز والترشيحات | قائمة الجوائز والترشيحات    | قائمة الجوائز والترشيحات | قائمة الجوائز والترشيحات | قائمة الجوائز والترشيحات | قائمة الجوائز والترشيحات |
| السنة                    | الجائزة                     | الفئة                    | المستلم                  | النتيجة                  | م.                       |
| ------------------------ | --------------------------- | ------------------------ | ------------------------ | ------------------------ | ------------------------ |
| 2021                     | جوائز بايكسانغ للفنون الـ57 | أفضل ممثل مساعد          | لي جي هوون (كو موتشي)    | رُشِّح                      | [ 13 ] [ 14 ]            |

## الإنتاج

### صناعة
- تخطيط : تي في ان (CJENM)
- المساهم : Viki
- فريق العمل : إستوديو إنفيستوز & هايجرند
- أخراج وكتابة: الدراما من إخراج تشوي جون باي، مخرج سابق لدى إم بي سي، وكتابة تشوي ران التي كتبت مسلسل إيلجيمي ، هبة الآلهة 14 يوم، الاسود.[4]

### اختيار الطاقم
في أبريل 2020 عُرض على لي سونغ جي وتشوي جين هيوك دور البطولة للمسلسل.في يونيو تم تأكيد أن لي سونغ جي سيلعب دور ضابط شرطة مبتدئ. ذكرت وكالة 935 انترتينمنت في 4 أغسطس أن بارك جو هيون كان يفكر بإيجابية للظهور في الدراما. أعلنت وكالة واي جي إنترتينمنت في 21 أكتوبر أن كيونغ سو جين تقوم بمراجعة إيجابية للانضمام إلى طاقم التمثيل الدرامي.
في 29 أكتوبر كشفت التقارير أن P.O سوف يمثل في دراما تي في إن الجديدة، بعد أن شوهد وهو يحضر قراءة السيناريو، وأكد مندوب من شبكة تي في إن «صحيح أن P.O سوف سيمثل دراما تي في إن الجديدة الفأر.».

## البث الدولي
المسلسل متاح للبث على MyTV SUPER في هونغ كونغ، ومتوفر على منصات عبر الإنترنت مثل فيو وآي جيي في سنغافورة وإندونيسيا وتايلاند والفلبين وميانمار وماليزيا.

## روابط خارجية
- الماوس على موقع IMDb (الإنجليزية)
- الماوس على موقع ليتربوكسد (الإنجليزية)
- الماوس على موقع كينوبويسك (الروسية)
- الماوس على موقع قاعدة بيانات الفيلم (الإنجليزية)